# Campionato mondiale cadetti di scherma 2013
Il Campionato mondiale cadetti di scherma del 2013 ("2013 World Cadets Fencing Championships") è stato organizzato dalla Federazione internazionale della scherma e si è svolto a Parenzo in Croazia dal 6 al 15 aprile.
Nel fioretto, si sono aggiudicati i titoli del campionato mondiale l'italiano Francesco Ingargiola, che ha battuto in finale l'italiano Tommaso Ciuti, e la magiara Viktoria Mesteri che ha avuto la meglio sulla statunitense Sabrina Massialas.
Nella spada lo statunitense Ariel Simmons ha battuto in finale il lettone Andris Jahimovics, ottenendo il titolo mondiale cadetti maschile, mentre tra le donne la russa Alena Komarova ha superato la svedese Åsa Linde.
Nella sciabola l'israeliano Kostiantyn Voronov prevale sul bielorusso Artisiom Novikau, mentre l'Hongkonghese Karen Ngai Hing Chang ha battuto la greca Theodora Gkountoura.

## Podi

### Uomini
| Specialità  | Oro                  | Argento           | Bronzo                      |
| Individuali |                      |                   |                             |
| Fioretto    | Francesco Ingargiola | Tommaso Ciuti     | Marat Bakirov Toshiya Saito |
| Spada       | Ariel Simmons        | Andris Jahimovics | Jesus Limardo Jake Raynis   |
| Sciabola    | Kostiantyn Voronov   | Artisiom Novikau  | Eduardo Gert Marco Lecci    |

### Donne
| Specialità  | Oro                   | Argento             | Bronzo                             |
| Individuali |                       |                     |                                    |
| Fioretto    | Viktoria Mesteri      | Sabrina Massialas   | Gabriela Cecchini Erica Cipressa   |
| Spada       | Alena Komarova        | Åsa Linde           | Maria Obraztsova Nadine Stahlberg  |
| Sciabola    | Karen Ngai Hing Chang | Theodora Gkountoura | Vanessa Infante Ann-Sophie Kindler |

## Medagliere
| Pos.   | Nazione     | Oro | Argento | Bronzo | Totale |
| ------ | ----------- | --- | ------- | ------ | ------ |
| 1      | Italia      | 1   | 1       | 2      | 4      |
| 2      | Stati Uniti | 1   | 1       | 1      | 3      |
| 3      | Russia      | 1   | 0       | 2      | 3      |
| 4      | Ungheria    | 1   | 0       | 0      | 1      |
| 4      | Hong Kong   | 1   | 0       | 0      | 1      |
| 4      | Israele     | 1   | 0       | 0      | 1      |
| 7      | Grecia      | 0   | 1       | 0      | 1      |
| 7      | Svezia      | 0   | 1       | 0      | 1      |
| 7      | Lettonia    | 0   | 1       | 0      | 1      |
| 7      | Bielorussia | 0   | 1       | 0      | 1      |
| 11     | Germania    | 0   | 0       | 3      | 3      |
| 12     | Messico     | 0   | 0       | 1      | 1      |
| 12     | Giappone    | 0   | 0       | 1      | 1      |
| 12     | Venezuela   | 0   | 0       | 1      | 1      |
| 12     | Brasile     | 0   | 0       | 1      | 1      |
| Totale | Totale      | 6   | 6       | 12     | 24     |